# Gymnotiformes
Ordre
Les Gymnotiformes sont un ordre de poissons téléostéens électriques.
Les noms communs qu'on trouve dans la littérature sont poissons électriques d'Amérique du Sud et poissons couteaux d'Amérique.
Ce sont principalement des poissons d'eau douce et  possédant des organes adaptés à la production de champs électriques.
Peut-être le plus connu est l'espèce d'anguille électrique (Electrophorus electricus), qui utilise des chocs électriques puissants (jusqu'à 600 volts) pour la chasse et sa défense. Les autres espèces connues dans le commerce aquariophile sont le poisson-couteau américain (Apteronotus albifrons), le poisson-couteau de verre (Eigenmannia virescens), et le poisson-couteau à bandes (Gymnotus carapo). Le poisson-couteau brun (Apteronotus leptorhynchus) est un modèle animal très prisé en neuroscience computationnelle.
Les gymnotiformes sont caractérisés par des électrorécepteurs dans la peau, un organe électrique (ou plusieurs) créant un champ électrique autour d'eux, un anus situé très à l'avant sous leurs opercules, une absence de nageoire caudale (queue), une longue nageoire anale, l'absence d'écailles, des yeux sous la peau, aucune réponse à la peur, aucune réponse de Schreckstoff (substance chimique d'alarme).
Les gymnotiformes sont principalement nocturnes. La plupart des gymnotiformes nagent en demeurant généralement le corps droit en ondulant leur nageoire anale. Leur système électrosensoriel leur permet de détecter les objets dans leur environnement (électrolocation) à la suite de modifications du champ électrique qu'ils produisent parce que les objets ont une impédance (résistance et capacitance) différente de l'eau. Ce même système leur permet aussi de communiquer avec leur congénères (électrocommuniation) et de détecter leurs proies.
Sur le plan évolutif, les gymnotiformes forment un groupe proche des siluriformes (poissons-chats).

## Liste des familles
Selon ITIS:
- sous-ordre Gymnotoidei
  - famille Electrophoridae
    - genre Electrophorus Gill, 1864

  - famille Gymnotidae
    - genre Gymnotus Linnaeus, 1758
- sous-ordre Sternopygoidei
  - famille Apteronotidae
    - genre Adontosternarchus Ellis in Eigenmann, 1912
    - genre Apteronotus Lacepède, 1800
    - genre Compsaraia Albert, 2001
    - genre Magosternarchus Lundberg, Cox Fernandes & Albert in Lundberg et al., 1996
    - genre Megadontognathus Mago-Leccia, 1994
    - genre Orthosternarchus Ellis, 1913
    - genre Parapteronotus Albert, 2001
    - genre Platyurosternarchus Mago-Leccia, 1994
    - genre Porotergus Ellis in Eigenmann, 1912
    - genre Sternarchella Eigenmann in Eigenmann & Ward, 1905
    - genre Sternarchogiton Eigenmann in Eigenmann & Ward, 1905
    - genre Sternarchorhamphus Eigenmann in Eigenmann & Ward, 1905
    - genre Sternarchorhynchus Castelnau, 1855

  - famille Hypopomidae
    - genre Brachyhypopomus Mago-Leccia, 1994
    - genre Hypopomus Gill, 1864
    - genre Hypopygus Hoedeman, 1962
    - genre Microsternarchus Fernández-Yépez, 1968
    - genre Racenisia Mago-Leccia, 1994
    - genre Steatogenys Boulenger, 1898
    - genre Stegostenopos Triques, 1997

  - famille Rhamphichthyidae
    - genre Gymnorhamphichthys Ellis in Eigenmann, 1912
    - genre Iracema Triques, 1996
    - genre Rhamphichthys Müller & Troschel, 1849

  - famille Sternopygidae
    - genre Archolaemus Korringa, 1970
    - genre Distocyclus Mago-Leccia, 1978
    - genre Eigenmannia Jordan & Evermann, 1896
    - genre Rhabdolichops Eigenmann & Allen